# 豊郷神社 (埼玉県杉戸町)
豊郷神社（とよさとじんじゃ）は、埼玉県北葛飾郡杉戸町の神社。

## 歴史
創建年代は不明である。ただ春日部市の西金野井香取神社は当社より分霊を勧請したといわれており、西金野井香取神社には「徳治元年（1306年）」の銘の棟札があることから、少なくとも鎌倉時代後期には既に存在していたものと推測される。当社には特定の別当寺はなく、当地の宮前村民によって管理されていた。
1884年（明治17年）、近代社格制度に基づく「村社」に列せられ、1912年（明治45年）の神社合祀により、周辺の3社が合祀された。その際に、当時の豊岡村に因み、「豊かなる郷」になることを祈願して「豊郷神社」に改称した。

## 交通アクセス
- 路線バス宮前停留所より徒歩10分。